# St. Florian (Wiedenzhausen)

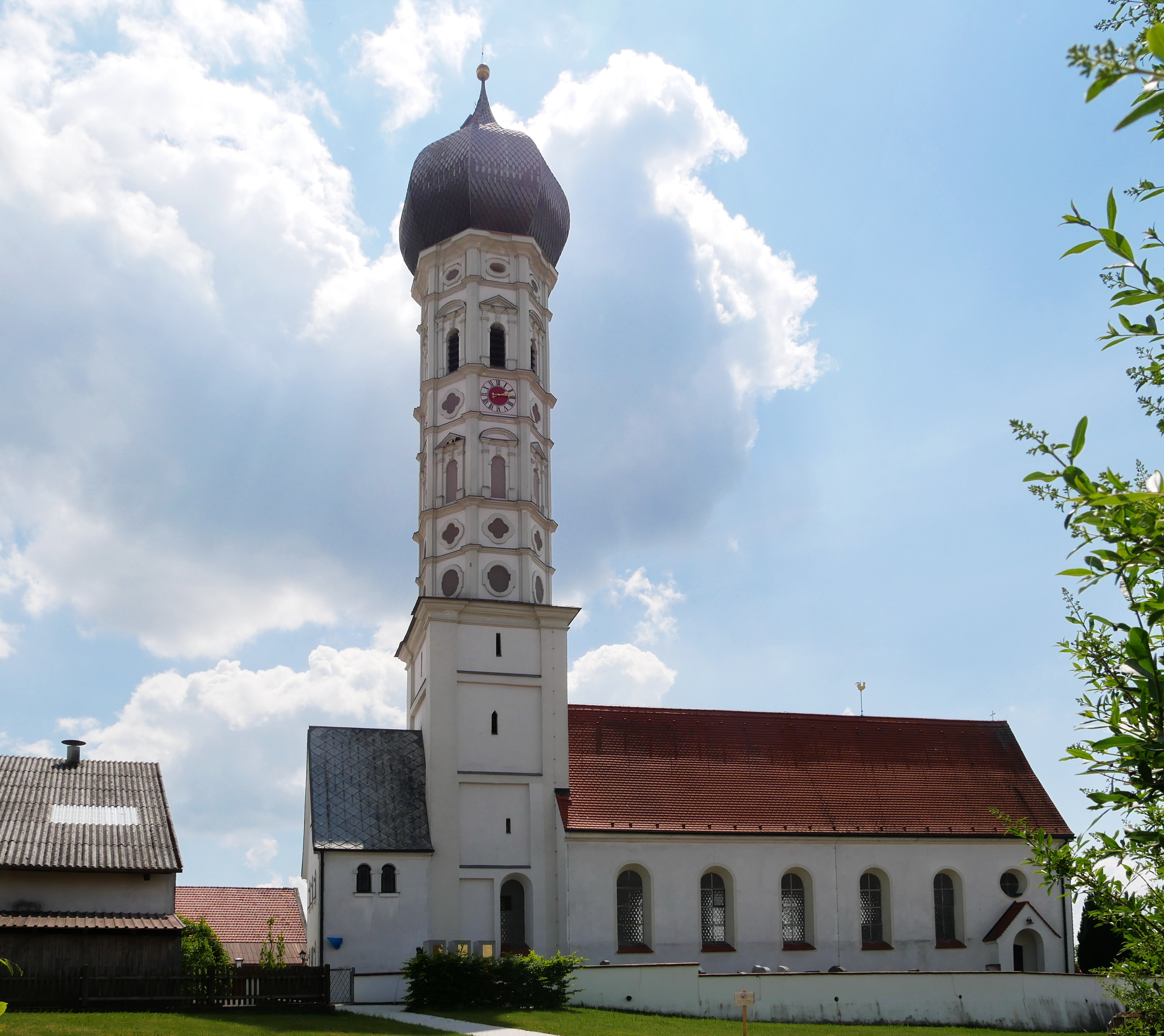
St. Florian in Wiedenzhausen

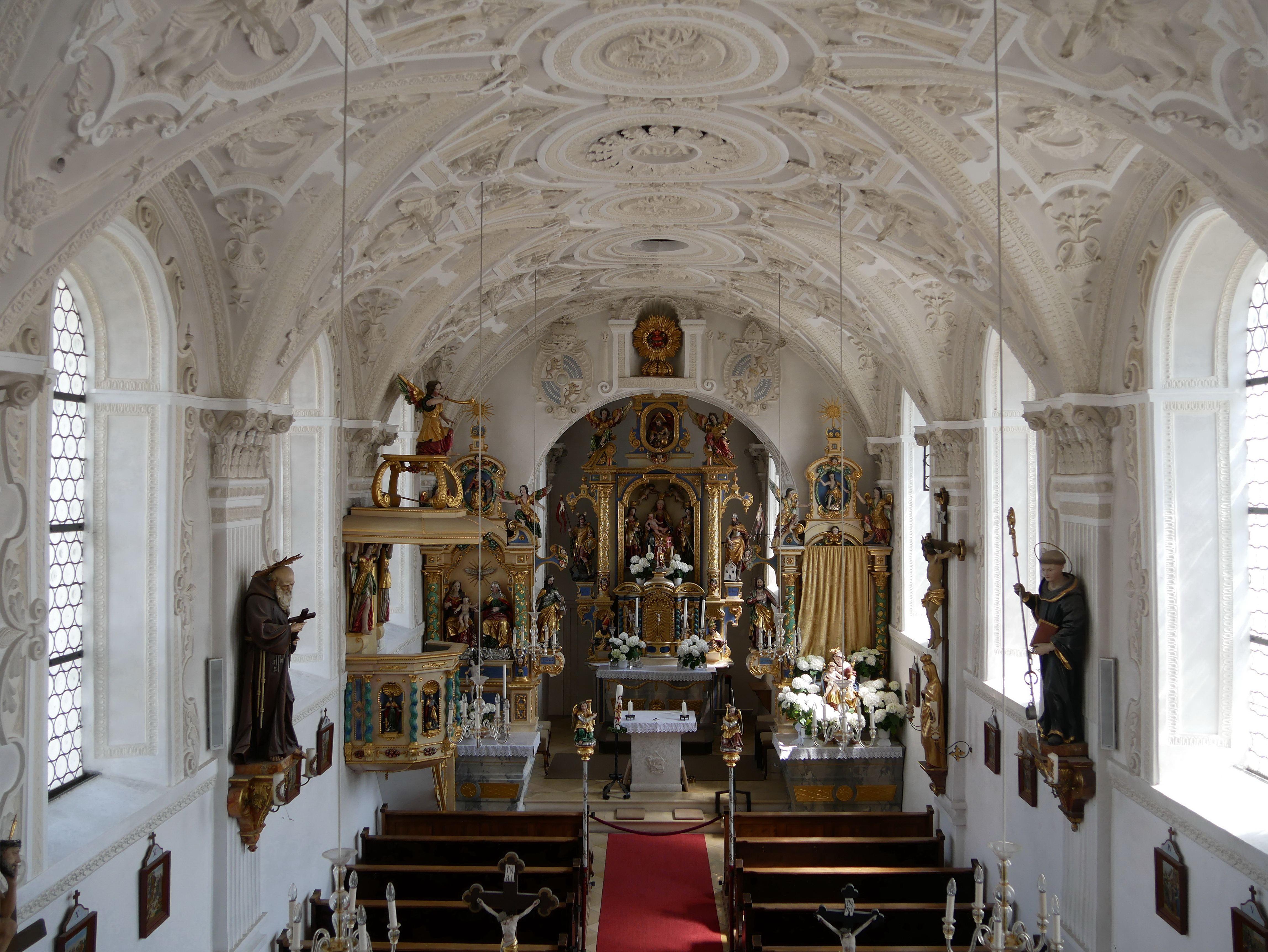
Innenraum

Die römisch-katholische Filialkirche St. Florian steht in Wiedenzhausen, einem Gemeindeteil von Sulzemoos im oberbayerischen Landkreis Dachau. Das Bauwerk gehört zu den Baudenkmalen in Sulzemoos und ist in der Bayerischen Denkmalliste unter der Nummer D-1-74-146-18 eingetragen. Die Kirche gehört zum Dekanat Dachau im Erzbistum München und Freising. Kirchenpatron ist der heilige Florian von Lorch.

## Beschreibung
Die spätgotische Saalkirche wurde 1666 barock umgestaltet. Sie besteht aus dem 1937 auf sechs Joche nach Westen verlängerten Langhaus und dem Chorturm auf quadratischem Grundriss im Osten, an den die Sakristei angebaut ist. Der Turm wurde 1696 mit achteckigen Geschossen aufgestockt, in denen die Turmuhr und der Glockenstuhl mit drei Glocken untergebracht sind, und mit einer Zwiebelhaube bedeckt.
Der Innenraum des Chors im Erdgeschoss des Turms ist mit einem Kreuzgewölbe überspannt, der des Langhauses mit einem Stichkappengewölbe, das auf Pilastern an den Wänden aufsitzt. Der Stuck im Innenraum wird Mathias Schmuzer zugeschrieben.
Der 1654 von Constantin Pader gebaute Hochaltar ist von den Skulpturen der Katharina von Alexandrien, der Barbara von Nikomedien, des heiligen Georg und des Florian von Lorch umgeben. Auf dem Altarretabel ist ein Marienbildnis dargestellt.

## Orgel

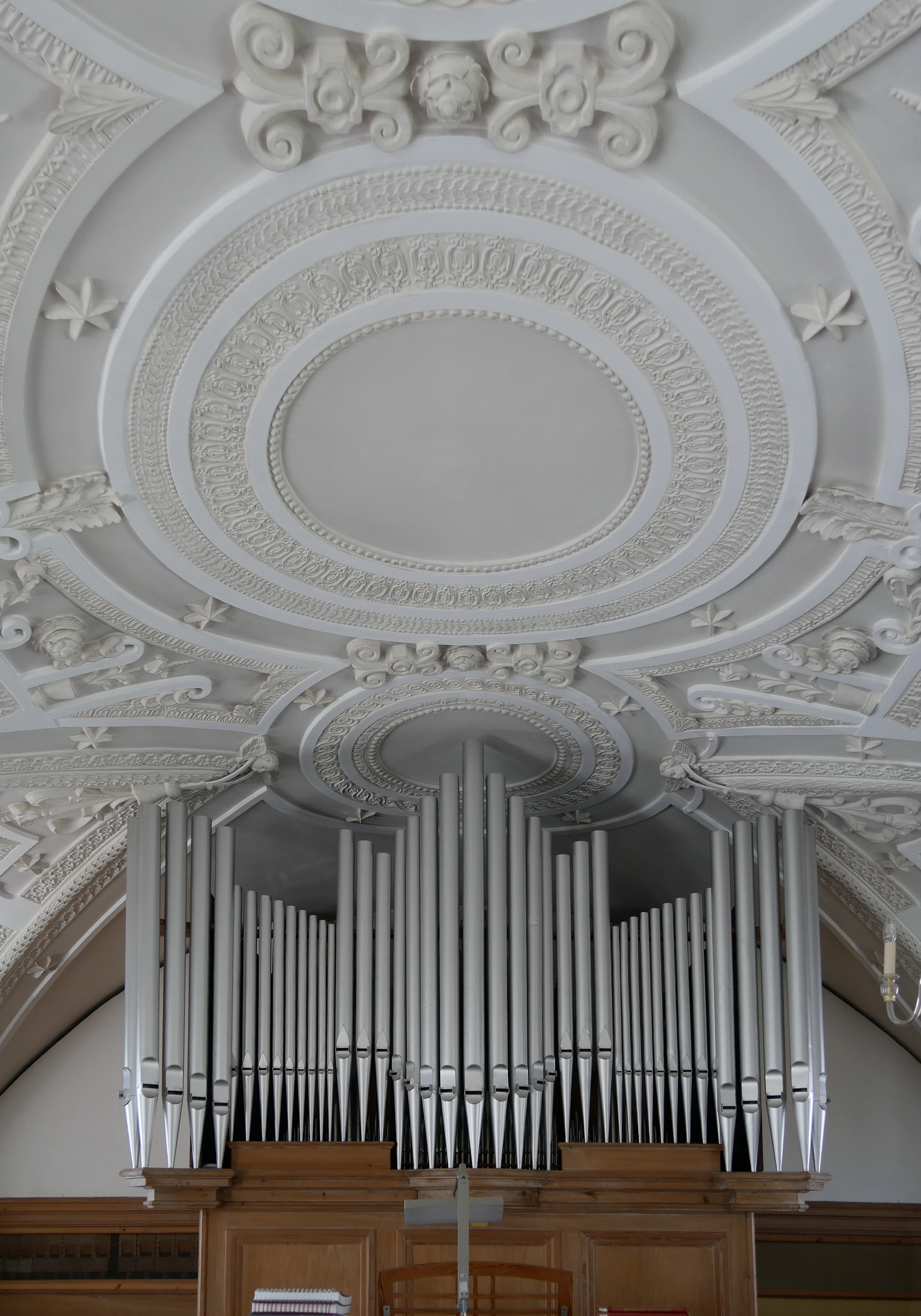
Orgel

Die Orgel mit elf Registern auf zwei Manualen und Pedal wurde 1954 von Guido Nenninger mit einem Freipfeifenprospekt gebaut. Sie zählt zu seiner frühen Schaffensperiode. Die Disposition lautet:
| I. Manual C–g3 |    |
| Spitzflöte     | 8′ |
| Gedackt        | 8′ |
| Principal      | 4′ |
| Mixtur IV      | 2′ |

| II. Manual C–g3 |       |
| Holzflöte       | 8′    |
| Rohrflöte       | 4′    |
| Kleinoctav      | 2′    |
| Sifflöte        | 1 ⁄3′ |

| Pedal C–f1 |     |
| Subbaß     | 16′ |
| Octavbaß   | 8′  |

- Koppeln: II/I, I/P, II/P
- Spielhilfe: Tutti